# Vlnková transformace

Spojitá vlnková transformace signálu s náhlou změnou frekvence. Byla použita vlnka symlet s 5 nulovými momenty.

Vlnková transformace (anglicky wavelet transform, WT) je integrální transformace, která umožňuje získat časově-frekvenční popis signálu.
Lze na ni nahlížet také jako na prostředek k dekorelaci dat, rozkladu signálu na nezávislé stavební kameny.
Její přirozenou aplikací je zjištění polohy a délky trvání daného jevu. Dále se uplatňuje například při detekci nespojitostí signálu a jeho derivací, identifikaci okamžitých frekvencí, odstranění šumu, extrakci příznaků nebo kompresi signálů.
Mezi oblasti její aplikace patří například analýza tekutin (turbulentní toky, atmosférické děje), analýza vibrací (detekce závad strojů), nedestruktivní testování (detekce prasklin), lékařství (detekce QRS komplexů v signálech EKG, evokovaných potenciálů v EEG, analýza korelací v sekvencích DNA), ekonomika (analýza burzovních indexů), geofyzika (analýza seismických signálů), astronomie, studium plazmatu a mnohé další.

## Definice spojité transformace
Vlnková transformace spojitého signálu {\displaystyle f} je definována jako
{\displaystyle {\begin{aligned}\left[\operatorname {W} _{\psi }\,f\right](a,b)&=\langle f,\psi _{a,b}\rangle \\&=\int _{-\infty }^{+\infty }\!f(t)\,\psi _{a,b}^{\ast }(t)\,\mathrm {d} t\\&=\int _{-\infty }^{+\infty }\!f(t)\,{\frac {1}{\sqrt {a}}}\psi ^{\ast }\left({{t-b} \over {a}}\right)\,\mathrm {d} t\\&=f*\psi _{a}^{\ast }(b)\\&={\frac {1}{2\pi }}\langle {\hat {f}},{\hat {\psi }}_{a,b}\rangle ,\end{aligned}}}
kde
- {\displaystyle \psi \,} je tzv. mateřská vlnka a {\displaystyle \psi _{a,b}\,} jejím roztažením a posunutím vytvořené vlnky, které tvoří jádro transformace,
- {\displaystyle a\,} značí měřítko (roztažení, dilataci) vlnky,
- {\displaystyle b\,} značí časový posun vlnky,
- zobrazení {\displaystyle \langle \cdot ,\cdot \rangle \colon V\times V\rightarrow \mathbb {C} } značí skalární součin prostoru {\displaystyle L^{2}(\mathbb {R} )},
- operátor {\displaystyle *\,} označuje spojitou konvoluci,
- symbol {\displaystyle ^{\ast }} u {\displaystyle \psi ^{\ast }} označuje komplexně sdruženou funkci k {\displaystyle \psi },
- {\displaystyle \psi _{a}(t)={\frac {1}{\sqrt {a}}}\psi \left({{-t} \over {a}}\right)} je spojitý filtr, který odpovídá vlnce {\displaystyle \psi \,} pro dané měřítko {\displaystyle a\,},
- {\displaystyle {\hat {f}}\,}, resp. {\displaystyle {\hat {\psi }}_{a,b}\,} značí Fourierovu transformaci {\displaystyle f\,}, resp. {\displaystyle \psi _{a,b}\,},
- dále {\displaystyle a\in \mathbb {R} ^{+},b\in \mathbb {R} \,}.

Ze vztahů je patrné, že vlnkovou transformaci je možno chápat jako skalární součiny s bázemi {\displaystyle \psi _{a,b}\,}, jako integrální transformaci s jádrem {\displaystyle \psi _{a,b}^{\ast }\,} nebo jako konvoluce s funkcemi {\displaystyle \psi _{a}^{\ast }\,}. Je také možný výpočet ve frekvenční oblasti.
Transformace je vysoce redundantní.

### Škálogram
Polorovina, kterou transformace tvoří (parametry {\displaystyle a} a {\displaystyle b} udávají polorovinu), se označuje jako časově-měřítková (time-scale, TS) polorovina.
Škálogram (scalogram) se nazývá graf, ve kterém je zobrazena hustota (množství) energie na daném měřítku {\displaystyle a} a pozici {\displaystyle b} vlnky (v Heisenbergově okně vlnky {\displaystyle \psi _{a,b}}).
{\displaystyle E(a,b)=\left|\left[\operatorname {W} _{\psi }\,f\right](a,b)\right|^{2}}
Rozdíl proti spektrogramu u krátkodobé Fourierovy transformace spočívá v obrácené orientaci osy {\displaystyle a}, resp. {\displaystyle f} (škálogram je vzhůru nohama). Přesněji řečeno, frekvence je nepřímo úměrná měřítku.
{\displaystyle f\varpropto {\frac {1}{a}}}
Pro účely srovnání se spektrogramem je možné škálogram převést ze závislosti na měřítku na závislost na frekvenci. K tomu lze využít např. střední frekvenci {\displaystyle f_{c}} vlnky {\displaystyle {\hat {\psi }}}.
{\displaystyle f={\frac {f_{c}}{a}}}
Škálogramy se často vykreslují s logaritmickou osou měřítka {\displaystyle a}.

### Inverzní transformace
Její inverzní forma se definuje jako
{\displaystyle {\begin{aligned}f(t)&={\frac {1}{C_{\psi }}}\int _{0}^{+_{\infty }}\!\!\!\int _{-\infty }^{+_{\infty }}\![\operatorname {W} _{\psi }\,f](a,b)\,\psi _{a,b}(t)\,\mathrm {d} b{\frac {\mathrm {d} a}{a^{2}}}\\&={\frac {1}{C_{\psi }}}\int _{0}^{+_{\infty }}\!\!\!\int _{-\infty }^{+_{\infty }}\![\operatorname {W} _{\psi }\,f](a,b)\,{\frac {1}{\sqrt {a}}}\psi \left({\frac {t-b}{a}}\right)\,\mathrm {d} b{\frac {\mathrm {d} a}{a^{2}}}\end{aligned}}},
kde
- {\displaystyle C_{\psi }\,} je konstanta přípustnosti.

## Diskrétní transformace
V případě, že koeficienty
{\displaystyle a={a_{0}}^{m},b={a_{0}}^{m}nb_{0}},
kde
- {\displaystyle a_{0}>1,b_{0}>0\,} a
- {\displaystyle m\in \mathbb {Z} ,n\in \mathbb {Z} } jsou celočíselné konstanty,

označuje se jádro transformace jako vlnkové rámce (wavelet frames, WF). Transformace tedy již není spojitá ale diskrétní. Jinými slovy je diskretizována polorovina {\displaystyle (a,b)}. Transformace je stále vysoce redundantní.
O vlnkových řadách (wavelet series, WS; analogicky k Fourierovým řadám) se hovoří v případě, že se z transformace odstraní nadbytečná informace. Jádro transformace pak tvoří bázi.
Nejčastěji se používá tzv. dyadické vzorkování {\displaystyle a_{0}=2}, {\displaystyle b_{0}=1}, tedy
{\displaystyle a=2^{m},b=n2^{m}\,}.
Dyadická vlnková transformace má tvar
{\displaystyle \left[\operatorname {W} _{\psi }\,f\right](m,n)={\frac {1}{\sqrt {2^{m}}}}\int _{-\infty }^{+\infty }\!{f(t)\psi ^{\ast }\left(2^{-m}t-n\right)}\,\mathrm {d} t\,},
kde
- {\displaystyle m} značí frekvenční měřítko,
- {\displaystyle n} časové posunutí.

Dyadickou transformaci je možné přepsat jako
{\displaystyle \left[\operatorname {W} _{\psi }\,f\right](m,n)=\int _{-\infty }^{+\infty }\!{f(t)h_{m}\left(2^{m}n-t\right)}\,\mathrm {d} t\,},
kde
- {\displaystyle h_{m}} je impulzní charakteristika spojitého filtru, který odpovídá vlnce {\displaystyle {\psi _{m}}^{\ast }} pro dané {\displaystyle m}.

Analogicky je definována dyadická vlnková transformace s diskrétním časem (diskrétního signálu) jako
{\displaystyle y_{m}[n]=\sum _{k=-\infty }^{\infty }f[k]h_{m}[2^{m}n-k]}.
Pro stupeň rozkladu {\displaystyle m=1} můžeme psát pro {\displaystyle g=h_{1}}:
{\displaystyle y_{\mathrm {high} }[n]=\sum \limits _{k=-\infty }^{\infty }{f[k]g[2n-k]}} a
{\displaystyle y_{\mathrm {low} }[n]=\sum \limits _{k=-\infty }^{\infty }{f[k]h[2n-k]}}, kde {\displaystyle h} je zrcadlový filtr k {\displaystyle g} (reprezentuje vlastně všechny ostatní vlnky). Filtr {\displaystyle h} odpovídá měřítkové funkci {\displaystyle {\phi _{m}}^{\ast }} pro dané {\displaystyle m}.
Tento krok tvoří jeden stupeň diskrétní vlnkové transformace podle Mallatova schématu.

## Princip použití
Obecně vzato, vlnky jsou matematicky konstruovány, aby měly vhodné vlastnosti například pro zpracování signálů. Vlnková transformace je v podstatě konvoluce určité vlnky (nebo jejich skupiny) s analyzovaným signálem.
Představme si například vlnku, která má frekvenci tónu střední C a krátké trvání odpovídající osminové notě. Provedeme-li v pravidelných intervalech konvoluci takovéto vlnky se signálem – nahrávkou písně – pak nám výsledky této konvoluce napoví, kdy byla nota „osminové střední C“ v nahrávce použita.
Matematicky vzato, k vysoké korelaci vlnky se signálem (vysokému korelačnímu koeficientu) dojde v těch místech (intervalech), kde signál obsahuje informaci o podobné frekvenci, tedy tam, kde je námi zvolené vlnce nejpodobnější. Tento koncept je jádrem mnoha aplikací vlnkové transformace.